# Pasrut
Il Pasrut è un fiume del Tagikistan, affluente di sinistra del Fan Darya.
Nasce sui monti Zeravshan, circa 20 km a nord-ovest del lago Iskanderkul. Da lì scorre inizialmente verso nord-est, per poi svoltare improvvisamente ad est. Prosegue in questa direzione costeggiando il versante meridionale del crinale principale dei monti Zeravshan. In prossimità dell'insediamento di Pinën raggiunge la valle del Fan Darya, nel quale confluisce. Ha una lunghezza di circa 40 km. Il suo bacino idrografico copre una superficie di 340 km². La portata media a Pinën, nei pressi della foce, è di 4,92 m³/s. Le portate massime si registrano tra giugno e agosto.